# Камская культура
Ка́мская культу́ра (волго-камская, хуторская — по месту находок близ населённого пункта Хуторское) — восточноевропейская субнеолитическая археологическая культура V—IV тыс. до н. э. Ареал охватывает Прикамье, Камско-Вятское и Икско-Бельское междуречья (Пермский край, Кировская область, Удмуртия, Татарстан, Башкортостан).

## Классификация
Выделение камской культуры остается предметом дискуссий. Первоначально она была определена О. Н. Бадером на территории Среднего Прикамья, и в ней разделялись два этапа: боровоозерский (Боровое озеро I) и хуторской (Хуторская стоянка). А. Х. Халиков памятники с гребенчатой и накольчатой орнаментацией керамики Нижнего и Среднего Прикамья объединил в единую волго-камскую культуру. И. В. Калинина на основе изучения керамики пришла к выводу о существовании двух самостоятельных культур: волго-камской с накольчатой орнаментацией посуды и камской — с гребенчатой. А. А. Выборнов в камской культуре выделил три этапа развития (см. ниже), а В. П. Денисов и Л. А. Наговицын объединили памятники камского неолита с гребенчатым орнаментом на керамике — Боровое озеро I, Хуторскую, Кряжскую стоянки и др. — в единую хуторскую культуру, синхронную полуденской в Зауралье. Своеобразным эталоном для культуры камского неолита стала Хуторская стоянка. По типу керамики, украшенной гребенчатым орнаментом, камская культура сходна с верхневолжской культурой.

## Стоянки
Жилища подквадратной или подпрямоугольной формы, размерами от 6 x 8 до 16×5 м полуземляночного типа сгруппированы в неукреплённые постоянные и временные стоянки, расположенные по берегам озёр, в поймах и на террасах рек.

## Орудия труда и керамика
Керамика толстостенная, яйцевидной формы, округло- и остродонная, густо орнаментирована гребенчатым штампом, узоры представлены вертикальным и горизонтальным зигзагами, наклонными рядами, плетёнкой, треугольниками, шагающей гребёнкой, сеткой. Орудия труда представлены скребками, остриями, ножами, скобелями на пластинах и отщепах, наконечниками стрел листовидной и подромбической форм, долотами и теслами, грузилами.

## Образ жизни
Признаки производящей экономики отсутствуют. Хозяйство построено на охоте и рыболовстве. Погребения неизвестны.

## Происхождение и периодизация
В своём развитии камская культура прошла три этапа: ранний (стоянки Усть-Букорок, Зиарат, Усть-Шижма), развитый (стоянки Хуторская, Кряжская, Лебединская), поздний (стоянки Левшинская, Чернашка). В раннем неолите культура сформировалась на местном мезолитическом субстрате под влиянием южного лесостепного населения. В южных регионах влияние соседней средневолжской культуры лесостепей прослеживается в течение всего периода существования. В развитом неолите в верхнее и среднее Прикамье проникает население зауральского происхождения. В эту эпоху оформляются локальные варианты: верхнекамский, икско-бельский и нижнекамский. В конце неолита нижнее Прикамье попадает под влияние раннеэнеолитической самарской культуры.